# إراسموس دبليو. بيك
إراسموس دبليو. بيك هو قاضي ومحامي وسياسي أمريكي، ولد في 21 أكتوبر 1833 في ماكدونو في الولايات المتحدة، وتوفي في 22 يوليو 1898 في غريفين في الولايات المتحدة. نشط حزبياً في الحزب الديمقراطي. وقد انتخب عضو مجلس النواب الأمريكي ‏.